# Sicariidae
Los sicáridos o sicaríidos (Sicariidae) son una familia de arañas araneomorfas, muy venenosas. Los miembros de esta familia, como la mayoría de las haploginas, tienen solamente seis ojos en vez de ocho (como es la norma para las arañas). La familia consta de tres géneros, Hexophthalma, Loxosceles y Sicarius, y 122 especies. Las arañas conocidas en esta familia incluyen a la araña reclusa chilena (Loxosceles laeta) y la araña reclusa parda (Loxosceles reclusa), muy venenosas e incluso mortales para los humanos, y la araña arenera de seis ojos.

## Hábitat y apariencia

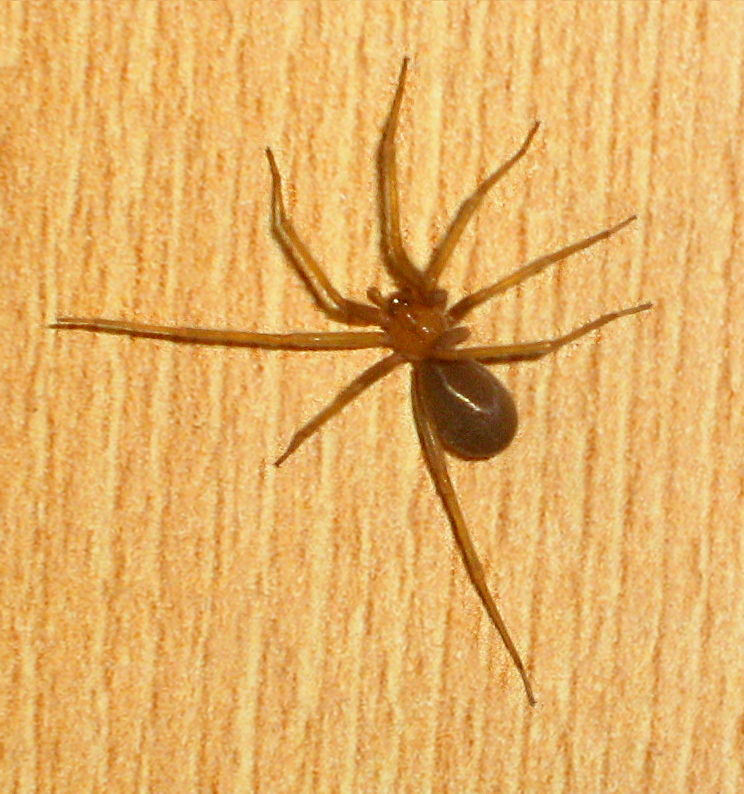
Araña reclusa chilena (Loxoceles Laeta)

El género Hexophthalma, conocido como arañas areneras de seis ojos, agrupa a 8 especies de sicáridos de Namibia y Sudáfrica. Este género fue revalidado en 2017, después de más de 100 años de haber sido incluido erróneamente en Sicarius.
El género Loxosceles, comúnmente conocido como arañas reclusas o arañas violín, presenta una distribución prácticamente mundial en áreas templadas. 
El género Sicarius, o arañas asesinas, está formado por arañas desérticas que viven en el hemisferio sur, en Sudamérica, conocidas principalmente por su costumbre de enterrarse. 

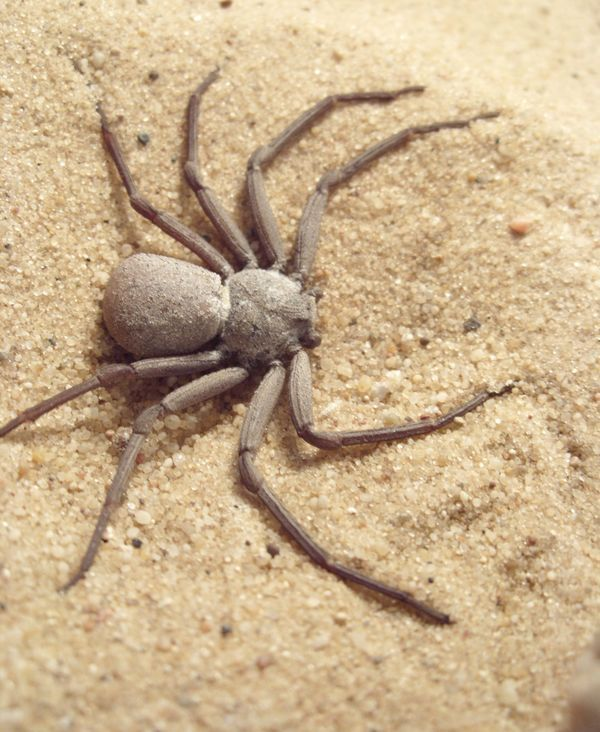
Araña arenera hembra del género Sicarius Levii

La araña arenera, en especial la hembra, (Sicarius Levii) puede llegar a alcanzar un tamaño 4 veces más grande que las reclusas domiciliarias, son raras de verse durante el día, son exentas de vellosidad, de color blanquecino hueso, pardas o amarillas (según el color del entorno), desarrollan una gran velocidad de escape sobre la superficie arenosa e incluso pueden rodar por las pendientes de las dunas, habilidades necesarias para escapar de avispas, su enemigo natural.
Todas tienen seis ojos organizados en tres grupos de dos (díadas); las arañas violín usualmente presentan un color pardo o marrón con una marca característica de color marrón y forma de violín en el cefalotórax. Las arañas del género Sicarius se asemejan a las arañas cangrejo de la familia Thomisidae y carecen de esta marca. Los individuos de algunas especies del género Sicarius pueden vivir tanto como 15 años, lo que las convierte en algunas de las más longevas arañas araneomorfas (araneomorphae) (algunas tarántulas pueden vivir más de 20 o 30 años). La mayoría de las Loxosceles viven entre año y medio y dos años. 
Los miembros de los tres géneros pueden vivir prolongados períodos de tiempo sin agua ni comida.

## Importancia médica
Los tres géneros poseen un potente veneno necrotizante (destruye los tejidos vivos con poderosas enzimas que escinden las proteínas) que contiene el agente dermonecrótico, la enzima esfingomielinasa D, el cual sólo se encuentra en arañas de esta familia y en un par de bacterias patógenas. El veneno de los sicáridos posee tan alto efecto necrotizante que es capaz de causar lesiones (llagas abiertas) tan grandes como una moneda de 50 centavos (25 mm). Las llagas tardan mucho tiempo en sanar y hasta pueden llegar a requerir injertos de piel. Si estas llagas abiertas se infectan pueden presentarse serias consecuencias.
En raras ocasiones, el veneno es transportado por el torrente sanguíneo hacia los órganos internos causando efectos sistémicos (visceral). Se ha reportado que la araña violinista o de rincón (Loxosceles laeta) junto con las especies africanas de Hexophthalma son las que presentan el veneno más potente, el cual resulta más frecuentemente en un compromiso sistémico.
Anualmente el 15 % de los afectados situados en áreas infestadas afectados por la mordedura fallecen por shock sistémico debido al veneno de la araña de rincón.

## Géneros
- Hexophthalma Karsch, 1879 (África)
- Loxosceles Heineken & Lowe, 1832 (distribución mundial)
- Sicarius Walckenaer, 1847 (Sudamérica, Galápagos)